# GAZ-66
GAZ-66 (szyszyga) – radziecki samochód ciężarowy produkowany przez firmę GAZ w latach 1964-1999. Do napędu użyto silnika V8 o pojemności 4,3 litra. Samochód wyposażony był w 4-biegową skrzynię biegów (III i IV bieg zsynchronizowane) z reduktorem. Napędzane były obie osie. GAZ-66 w wielu krajach na całym świecie ze względu na swoją niezawodność oraz możliwości terenowe zyskał status legendy. Wyprodukowano łącznie 965 941 sztuk.

## Dane techniczne

### Silnik
- V8 4,3 l (4254 cm³), 2 zawory na cylinder, OHV
- Układ zasilania: gaźnik
- Średnica cylindra × skok tłoka: 92,00 mm × 80,00 mm
- Stopień sprężania: 6,7:1
- Moc maksymalna: 115 KM przy 3200 obr./min
- Maksymalny moment obrotowy: 225 Nm przy 2300 obr./min

### Osiągi
- Prędkość maksymalna: 95 km/h
- Średnie zużycie paliwa: 28 l/100 km (cykl miejski)

### Inne
- Prześwit: 320 mm
- Ładowność: 2000 kg
- Koła: 12,0 x 18 cali (305R18)